# Кана (Канозеро)
Кана (рус. Кана) река је која протиче југозападним делом Кољског полуострва на подручју Мурманске области Русије. Протиче преко територија Кировског и Апатитског градског округа. Притока је језера Канозеро преко ког је повезана са басеном реке Умбе и акваторијом Белог мора.
Свој ток започиње у шумама јужно од језера Имандра (на неких 25 km јужније од града Апатити) на надморској висини од 180 метара, тече у смеру југоистока и улива се у Канозеро након 48 km тока. Површина сливног подручја је око 284 km². Протиче преко подручја обраслог густим шумама, њене обале су доста ниске и углавном јако замочварене.
На њеним обалама се не налазе насељена места.